# 蔚珍郡
蔚珍郡（：／ Uljin gun */?），是大韓民國慶尚北道東北部的一個郡，東臨日本海，北界江原道。面積989.0平方公里，2008人口53,042人。下分2邑、8面。757年始稱蔚珍。1963年自江原道改編入慶尚北道。
當地有核電廠。

## 姐妹城市
- 中华人民共和国吉林省長白朝鮮族自治縣